# Robert Behnken
Robert Louis „Bob“ Behnken (* 28. Juli 1970 in Creve Coeur, Missouri) ist ein ehemaliger US-amerikanischer Astronaut.
Behnken erhielt 1992 von der Washington University einen Bachelor in Maschinenbau und einen zweiten Bachelor in Physik. Vom California Institute of Technology bekam er im Jahr darauf einen Master und wurde 1997 in Maschinenbau promoviert.
Nach seinem Studium ging Behnken zur United States Air Force. Auf der Eglin Air Force Base in Florida arbeitete er an der Entwicklung von neuen Munitionssystemen. Anschließend wurde er an die Edwards Air Force Base in Kalifornien versetzt und zum Testpiloten ausgebildet. Er schloss den Lehrgang 1999 mit Auszeichnung ab und war danach bei der Erprobung des F-22-Kampfflugzeugs tätig.

## Astronautentätigkeit
Im Juli 2000 wurde Behnken als Astronautenkandidat von der NASA ausgewählt. Nach seiner Ausbildung zum Missionsspezialisten wurde er zum Kennedy Space Center versetzt, um die dortigen Starts und Landungen der Space Shuttles zu unterstützen.

### STS-123
Behnkens erster Raumflug fand im März 2008 statt. Die Mission STS-123 brachte einen Teil des japanischen Kibō-Moduls und die kanadische Roboterhand Dextre zur Internationalen Raumstation.

### STS-130
Am 5. Dezember 2008 wurde seine Teilnahme an der Mission STS-130 als Missionsspezialist bekannt gegeben. Der Start fand am 8. Februar 2010 statt. Zusammen mit Nicholas Patrick führte Behnken drei Außenbordeinsätze durch. Die Landung erfolgte am 22. Februar.

### SpX-DM2

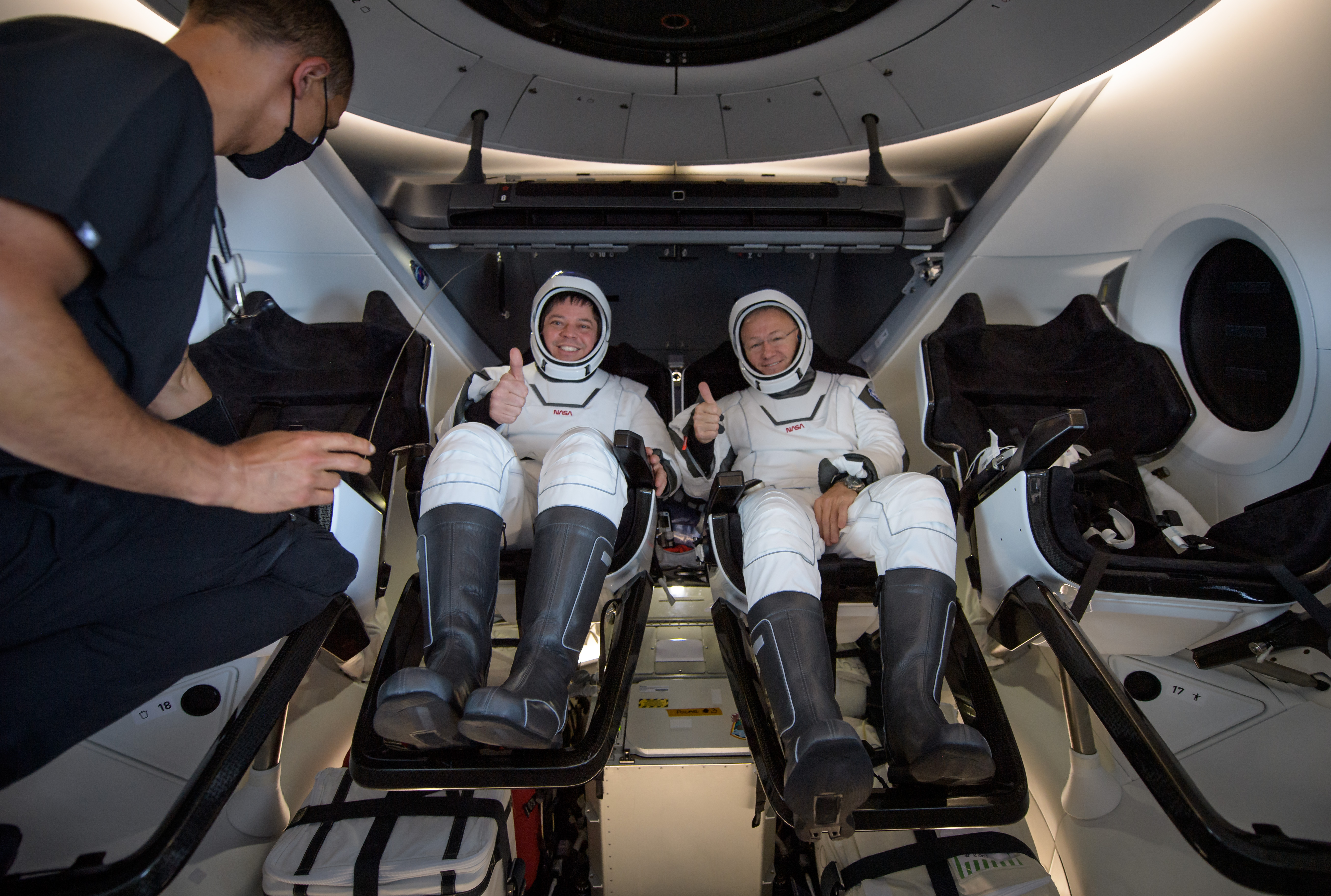
Behnken und Douglas Hurley nach Wasserung in der Crew Dragon Endeavour

Am 9. Juli 2015 stellte die NASA Behnken als einen der vier Testpiloten für künftige kommerzielle Raumschiffe vor. Am 3. August 2018 wurde er als NASA-Astronaut für den ersten bemannten Raumflug der Dragon 2 von SpaceX für die Mission SpX-DM2 nominiert. Der Start erfolgte am 30. Mai 2020, die Rückkehr zur Erde am 2. August 2020.

## Zusammenfassung
| Nr. | Mission          | Funktion                                      | Flugdatum | Flugdauer     |
| --- | ---------------- | --------------------------------------------- | --------- | ------------- |
| 1   | STS-123          | Missionsspezialist                            | 2008      | 15d 18h 11min |
| 2   | STS-130          | Missionsspezialist                            | 2010      | 13d 18h 06min |
| 3   | SpX-DM2 (ISS 63) | Joint Operations Commander/Missionsspezialist | 2020      | 63d 23h 25min |

### Chef-Astronaut der NASA
Im August 2012 übernahm Behnken das Amt des Chef-Astronauten der NASA, nachdem er zuvor schon Vertreter der vorherigen Amtsinhaberin Peggy Whitson gewesen war. Im Juli 2015 wurde er von Chris Cassidy abgelöst.

### Kommerzielle Raumschiffe
Am 9. Juli 2015 stellte die NASA Behnken als einen der vier Testpiloten für künftige kommerzielle Raumschiffe vor. Am 3. August 2018 wurde er als NASA-Astronaut für den ersten bemannten Raumflug der Dragon V2 von SpaceX nominiert.

## Privates
Behnken ist mit der Astronautin Megan McArthur verheiratet.